# ブチャバカ大爆笑!!
『ブチャバカ大爆笑!!』（ブチャバカだいばくしょう）は、1974年4月4日から同年6月27日まで日本テレビ系列局で放送されていた読売テレビ製作のコメディ番組である。放送時間は毎週木曜 22:00 - 22:30 （日本標準時）。

## 概要
古典落語を題材にした時代劇風のコメディ番組で、現代風刺を含んだ内容で放送。番組は公開収録を行っていた。

## 出演者

### レギュラー
- なべおさみ
- 岸部シロー
- 小松政夫

### 準レギュラー
- ハナ肇
- 谷啓
- 藤田まこと
- 玉川良一